# Panhandle du Nord de la Virginie-Occidentale

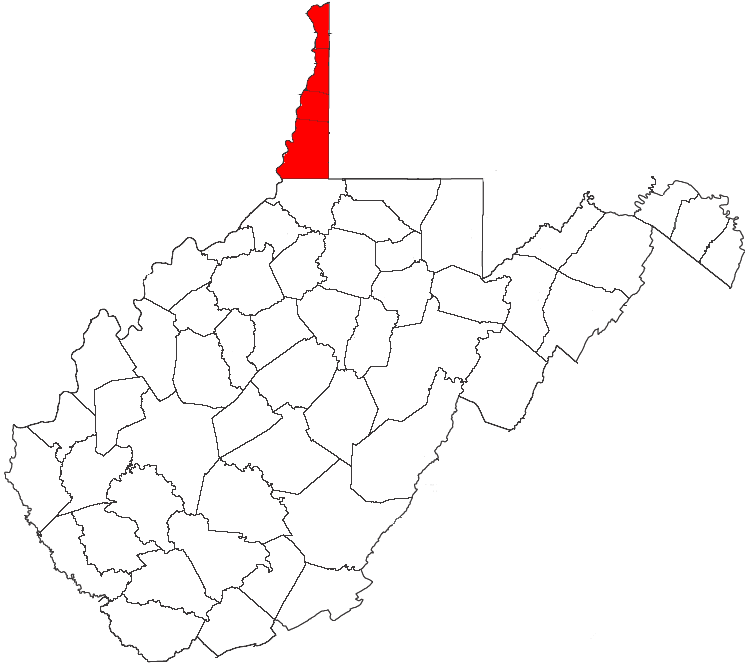
Carte de la Virginie-Occidentale avec en rouge, la panhandle du Nord

Le Panhandle du Nord (en anglais Northern Panhandle of West Virginia) est l'une des deux panhandles de l'État américain de Virginie-Occidentale formant une pointe au nord-ouest de l'État, délimitée par l'Ohio et la rivière Ohio au nord et à l'ouest et l'État de Pennsylvanie à l'est. C'est une région culturellement et géographiquement distincte du reste de la Virginie-Occidentale. Sa configuration inhabituelle est le résultat des revendications datant de l'ère révolutionnaire sur l'ancienne frontière du comté de Yohogania en Virginie située le long de la rivière Ohio, en contradiction avec les interprétations de la charte royale de la colonie de Pennsylvanie (la Virginie-Occidentale ne s'est séparée de la Virginie qu'au moment de la guerre de Sécession). Le conflit a été réglé par un compromis dans les années 1780. Aujourd'hui, en raison de la limite Sud de la Pandhandle, qui est le prolongement de la ligne Mason-Dixon, ligne droite qui constitue la frontière septentrionale de la Virginie-Occidentale, et de la proximité de la panhandle avec la région de Pittsburgh en Pennsylvanie, la Panhandle du Nord ressemble plus au Midwest ou au Nord-Est des États-Unis qu'au reste de la Virginie-Occidentale (y compris la Panhandle orientale de l'État, qui est classée comme faisant partie des Hautes terres du sud. 
En 2013, ses deux comtés les plus au nord ont été inclus dans la zone consolidée de Pittsburgh par le recensement américain. 
La région a une population totale de 132 295 habitants au recensement de 2010. 

## Comtés
Les comtés suivants, énumérés du nord au sud, sont universellement acceptés comme faisant partie de la Panhandle Nord: 
- Comté de Hancock
- Comté de Brooke
- Comté de l'Ohio
- Comté de Marshall.

La plupart des Virginiens occidentaux incluent également le comté de Wetzel, et parfois le comté de Tyler, directement au sud du comté de Marshall, dans la Panhandle du Nord, bien qu'il ne se trouve pas strictement dans l'extension nord. Depuis la création de l'État, ils ont formé le noyau du premier district congressionnel de Virginie-Occidentale. 
Les comtés du nord de la Panhandle comprennent une partie de la zone statistique métropolitaine de Weirton-Steubenville, WV-OH, ainsi que les régions occidentales du Grand Pittsburgh . Les comtés du sud font partie de la région métropolitaine de Wheeling, WV-OH .

## Économie
À la fin du 19e siècle, la Panhandle du Nord est devenue une région industrielle, en particulier avec la fabrication de produits en acier et en verre. Elle conserve encore largement son caractère industriel, bien que bon nombre de ses usines aient fermé ou soient entrées dans des périodes difficiles comme d'autres dans  la ceinture de rouille. La région comprend également la Panhandle Coalfield (en). 
Les banques de ces comtés sont sous contrôle de la Banque de la réserve fédérale de Cleveland, tandis que le reste de la Virginie-Occidentale est dans le périmètre de la réserve fédérale de Richmond. 

## Éducation
La région abrite trois collèges (avec un cycle universitaire de quatre ans): la West Liberty University publique et le Bethany College et Wheeling University privés. Les cinq comtés  ainsi que le comté de Tyler, se trouvent dans la zone de service du West Virginia Northern Community College . 

## Voir également
- Comté de Yohogania, Virginie